# Catalisi foto-ossidoriduttiva
La catalisi foto-ossidoriduttiva o photoredox è un ramo della catalisi che sfrutta l'energia della luce per accelerare una reazione chimica attraverso eventi di trasferimento a singolo elettrone. Quest'area è denominata come una combinazione di "photo-" riferito alla luce e redox, un'espressione sintetica relativa ai processi chimici di riduzione e ossidazione. In particolare, la catalisi foto-ossidoriduttiva impiega piccole quantità di un composto sensibile alla luce che, quando è eccitato dalla luce, può mediare il trasferimento di elettroni tra composti chimici che altrimenti reagirebbero più lentamente o per nulla. I catalizzatori Photoredox sono generalmente ricavati da tre classi di materiali: complessi metallo-transizione, coloranti organici e semiconduttori. Mentre i catalizzatori organici photoredox erano dominanti negli anni '90 e nei primi anni 2000, i complessi di metalli di transizione solubili sono oggi più comunemente usati.